# Koptevo (station MTsK)
Koptevo (Russisch: Коптево ) is een station aan de kleine ringspoorlijn in de Russische hoofdstad Moskou. Het station ligt bij het westelijke einde van het emplacement van Lichobory naast de historische werkplaats van de ringspoorlijn. Lichobory kende tussen 1908 en 1930 ook reizigersvervoer en Koptevo kan in die zin ook als het vervangende reizigersstation voor de wijk Koptevo worden gezien.